# Dianética

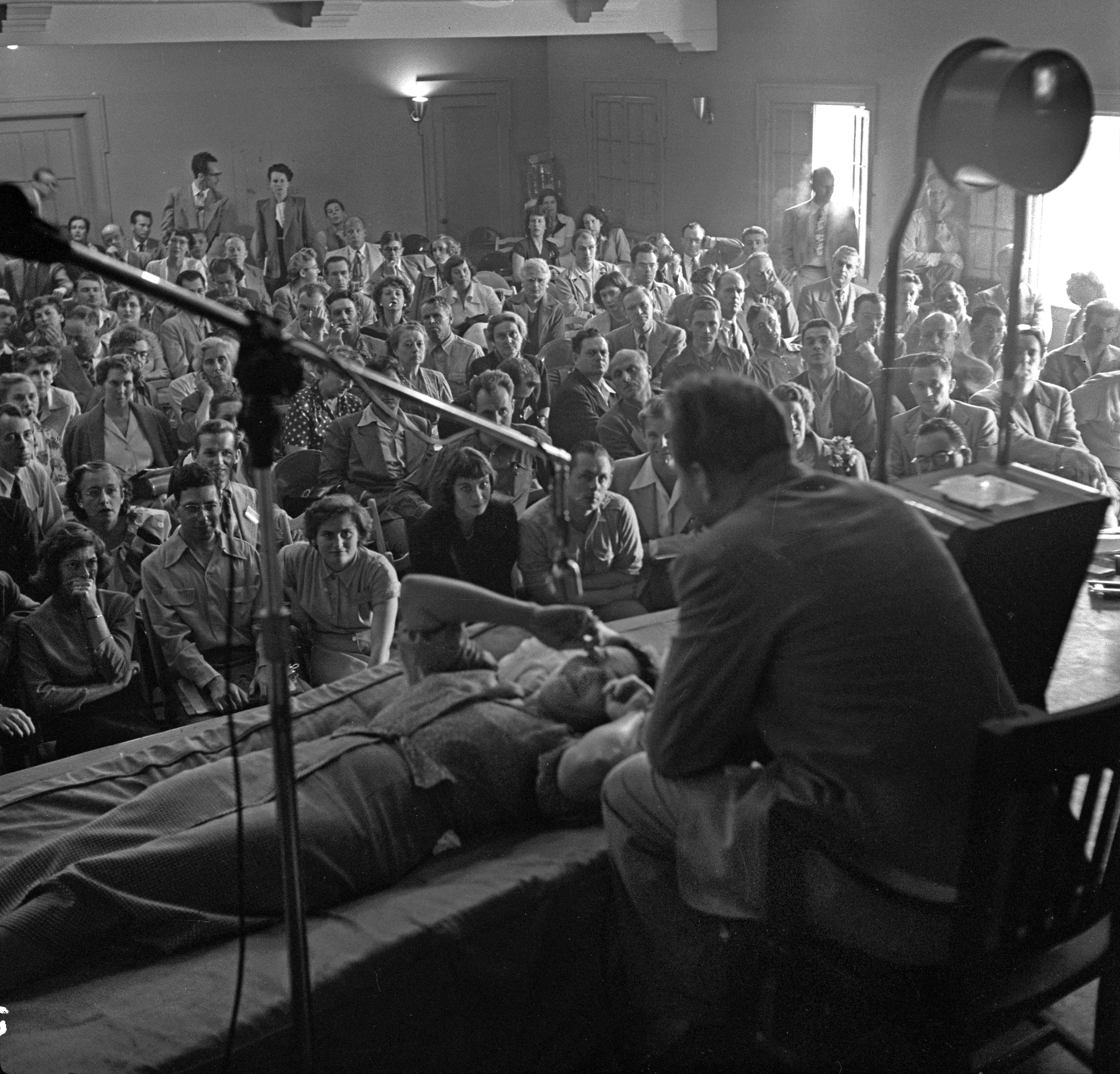
L. Ron Hubbard conduzindo um seminário de Dianética em Los Angeles (1950)

Dianética (do grego día – através – e nous – 'mente') é o conjunto de práticas pseudocientíficas propostas como terapia pelo escritor de ficção científica L. Ron Hubbard e que fazem parte do conjunto de crenças religiosas da Cientologia.
A Dianética prega que todas as doenças são causadas por memórias reprimidas que devem ter seus engramas desbloqueados e rememorados repetidamente até que o terapeuta considere oportuno.
O primeiro texto escrito sobre a Dianética foi publicado em 1958 na revista de ficção científica Analog Science Fiction and Fact com o título de Dianetics: The Evolution of a Science.

## Igreja da Cientologia
A maioria dos países da Europa considera a Cientologia uma seita. Na Alemanha a Cientologia é monitorada nacionalmente pelo Bundesamt für Verfassungsschutz (BfV). É público e notório que a Cientologia gasta milhões de dólares com advogados e detetives particulares para processar e espionar qualquer pessoa que se mostre uma ameaça aos seus negócios. A Cientologia foi condenada definitivamente na França em 2013 por fraude e formação de quadrilha, depois que o Tribunal de Cassação, a instância judicial mais importante no país, rejeitou o recurso apresentado pela organização. Os juízes, na sentença de fevereiro de 2012 do Tribunal de Apelação, consideraram provado que as duas principais entidades da Cientologia na França contavam com uma estrutura destinada a extorquir pessoas vulneráveis.
As filmagens sobre a tentativa de assassinato de Adolf Hitler no filme Operação Valquíria, com Tom Cruise no papel principal, foram proibidas em área militar alemã (em torno do Memorial Bendlerblock, em Berlim), pelo fato do protagonista pertencer à Igreja da Cientologia. Além de ser o produtor, Tom Cruise fez o papel principal, interpretando o herói alemão Claus Schenk Graf von Stauffenberg, que tentou assassinar Adolf Hitler com uma bomba escondida em uma pasta em julho de 1944. Na Alemanha membros da Cientologia estão constantemente sob vigilância do Bundesamt für Verfassungsschutz (BfV) (Escritório Federal para Proteção da Constituição), cujo trabalho é monitorar atividades antidemocráticas como partidos políticos neonazistas, células terroristas e seitas.

## Processos

### NaGrécia
- A Justiça ordenou a dissolução da seção grega da Cientologia situada na Grécia e que tem o nome de Kephe. A decisão foi tomada depois de um processo que terminou em 7 de outubro de 2006.[9]

### NaBélgica
- A Justiça belga quer estabelecer um precedente internacional com uma condenação exemplar da Igreja da Cientologia, estabelecida na Bélgica desde 1974, acusada de fraude, violação da lei de proteção de dados pessoais (proteção da privacidade), extorsão e charlatanismo (exercício ilegal de medicina). O processo partiu de uma investigação que se prolongou por seis anos. Ofertas de emprego teriam sido feitas pela Igreja da Cientologia em Bruxelas para recrutar voluntários e novos membros, infringindo as rígidas leis trabalhistas belgas. A Igreja da Cientologia na Bélgica exigia aos interessados que aderissem aos seus princípios filosóficos.[10]

### NaAlemanha
- Em 1995 o Tribunal Federal do Trabalho da Alemanha (Bundesarbeitsgericht) determinou que a Cientologia não é uma religião nem uma ideologia.

### NaFrança
- Em 2009 a Igreja da Cientologia na França foi condenada pelo crime organizado de fraude, mas a decisão não impediu a Igreja de exercer a sua atividade no país, desde que essas não envolvessem a prática de ilegalidades.
- Em 2012 um tribunal francês condenou a Igreja da Cientologia por prática de fraude. Foi aplicada uma multa de 600 mil euros e quatro dos seus dirigentes foram condenados a penas suspensas de 2 anos.

### NosEstados Unidos
- Em outubro de 2009, o cineasta Paul Haggis abandonou a Cientologia depois de a religião ter proibido a união entre homossexuais.
- Em 2011 foi anunciado que o FBI está a investigar a Cientologia por suspeitas de tráfico humano e trabalhos forçados.